# ディヴォ
ディヴォ(フランス語：Divo)はコートジボワール南西部のゴー＝ジブア地方南部の下ジブア州の州都。
2014年の人口は約17.9万人。

## 交通
- ディヴォ空港（英語版）